# Ginásio da Universidade Beihang
O Ginásio da Universidade Beihang é uma arena indoor localizada no campus da Universidade de Aeronáutica e Astronáutica de Pequim (Universidade Beihang). Tem 5.400 lugares e sediou as competições de halterofilismo nos Jogos Olímpicos de Verão de 2008.

## Detalhes da obra
- Tipo: renovado
- Área total: 21.000 m²
- Assentos fixos: 3.400
- Assentos temporários: 2.600
- Início das obras: 31 de janeiro de 2007